# Лакербай, Мурзакан Хусейнович
Мурзакан (Анто́н) Лакерба́й — второй сын Хусейна Омара-ипа Лакрба.

## Биография
Крупный землевладелец. Вместе с братом Тамшугом построил в селе Дурипш церковь и сельскую школу.
В 1877 году во время русско-турецкой войны был зачислен прапорщиком в Самурзаканский конно-иррегулярный полк, после окончания войны произведён в поручики и назначен состоять по милиции. Был в составе делегации, командированной в Москву на открытие памятника Императору Александру II 16 августа 1898 года.

## Семья
Был женат на дворянке Нине Давидовне Маргания, внучке знаменитого сподвижника последнего правителя Абхазии Михаила Шервашидзе генерал-лейтенанта Каца (Кации) Бежановича Маргания. В этом браке родились:
- Лакербай Владимир Антонович
- Лакербай Григорий Антонович (1890 — ?). Воспитывался в Воронежском кадетском корпусе и Елисаветградском кавалерийском училище по I-разряду. Произведен в корнеты 6 августа 1912 г. Зачислен в Украинский 15-й гусарский полк в 1914 г., переведен в резерв чинов при штабе Одесского военного округа и исключен из списков полка 26 мая 1916 г. Был женат на дочери потомственного почетного гражданина — Рябченко Евгении Григорьевне, в этом браке родился
  - Лакербай, Олег Григорьевич
- Лакербай, Константин Антонович
- Лакербай Александр Антонович
- Лакербай Тереза Антоновна, была замужем за князем Алексеем Дмитриевичем Шервашидзе (1880—1928), их сын Лео Алексеевич Шервашидзе, был доктором искусствоведения, профессором, заслуженным деятелем искусств Грузии и Абхазии, ведущим научным сотрудником Института истории искусства АН Грузии.
- Лакербай Алексей Антонович
- Лакербай Давид Антонович